# Thermodesulfobium
Thermodesulfobium  è un genere di batterio appartenente alla famiglia delle Thermodesulfobiaceae.